# Flóra Gábor
Flóra Gábor (Marosvásárhely, 1965. május 3.) romániai magyar szociológus, egyetemi tanár.

## Életútja, munkássága
A kolozsvári Babeș–Bolyai Tudományegyetem filozófia-történelem szakán szerzett oklevelet 1987-ben. Posztgraduális képzéseken vett részt a prágai Közép-Európai Egyetemen (szociológia-politológia, 1992–1993) valamint az Oxfordi Egyetemen (alkalmazott társadalomkutatás, 1993–1994). Ezt követően a prágai Közép-Európai Egyetem Nacionalizmuskutató Intézetének meghívott munkatársaként tevékenykedett (1994–1995).
Hazatérése után 1995 és 2000 között az alig pár évvel előbb megalakult nagyváradi Sulyok István Református Főiskola, majd a főiskola nyomdokaiba lépő Partiumi Keresztény Egyetem (PKE) adjunktusa, docense, 2008-tól professzora. Doktori címet szociológiából szerzett 2003-ban a Babeș-Bolyai Tudományegyetemen.
Fő kutatási területei az etnikai, nemzeti és vallási identitás, a nemzeti-kisebbségi ideológiák, a kisebbségi közösségek oktatási és szociális intézményrendszere, valamint a regionális fejlődés kérdésköre. Nyolc kötet, valamint több mint hatvan tanulmány szerzője, illetve társszerzője, néhány munkáját nemzetközileg is számon tartják. A Nemzetközi Vallásszociológiai Társaság (ISSR) tagja, a Debreceni Egyetem Humán Tudományok Doktori Iskolájának oktatója.
Oktatói és kutatói tevékenysége mellett számottevően hozzájárult az intézményépítés munkájához is, részt vállalt a szociológia és szociális munka szakirányok, valamint az Európai szociálpolitikák magiszterképzés megalapozásában. A Bölcsészettudományi Kar dékánhelyettesi (2001–2008), majd dékáni (2008–2012) tisztségét töltötte be. 2009–2016 között  egyetemi kancellár, 2016 májusától a Partiumi Keresztény Egyetem rektorhelyettese.

## Önálló kötetei
- Romii – între prejudecată şi ignorare. Satu-Mare, Liga Pro Europa şi Programul PHARE Pentru Democraţie al Uniunii Europene. 1999. 86 p. Társszerzők: Szilágyi Györgyi, Zakota Zoltán
- ”Ce este o naţiune?” Identitate teritorială şi populaţională în structura ideatică a ideologiilor naţionale din Transilvania. Ed.Napoca Star, Cluj, 2003. 123 p.
- Competing Cultures, Conflicting Identities. Nation, State and Minorities in Romania. Ed. Napoca Star, Cluj, 2004. 128 p.
- Regional Studies. Course Portfolio Handbook and Selected Papers. Napoca Star, Cluj, 2007.118 p. Társszerző: Szilágyi Györgyi
- Régió, identitás, életminőség. Arisztotelész Kiadó, Budapest, 2007. 200 p.
- Bihar megye gazdasági-társadalmi fejlődése: Eredmények és távlatok. Scientia Kiadó, Kolozsvár, 2007. 368 p. Társszerzők: Szilágyi Györgyi, Ari Gyula.
- Identitás és jövőkép. Státus Kiadó, Csíkszereda, 2008, 217 p. Társszerző: Szilágyi Györgyi
- A társadalmi inklúzió szociológiája. Partium Kiadó, Nagyvárad, 2009, 135 p. Társszerző: Belényi Emese Hajnalka

## Tanulmányai (válogatás)
- Ethno-Cultural Policies and Minority Rights in Romania. Perspectives 3/1995, pp. 117–124.
- Atitudini religioase în rândul populaţiei romano-catolice şi protestante din zone rurale şi urbane din Transilvania. Revista de Cercetări Sociale 4/1997, pp. 29–44. Társszerző: Szilágyi Györgyi
- Vallásos magatartás és viszonyulás az egyházhoz Nagyvárad Rogerius negyedében. Erdélyi Múzeum 1-2/1998, pp. 89–95. Társszerző: Szilágyi Györgyi. Másodközlés: Pál Ágnes (ed.) Héthatáron. Egyetemi Kiadó, Szeged, 2002, pp. 169–180.
- Primii teoreticieni ai transilvanismului. Altera 10/1999, pp. 195–207.
- Egyház az oktatás szolgálatában. Keresztény Szó, 1999. augusztus, 1-4. Társszerző: Szilágyi Györgyi. Másodközlés: Jakabffy Tamás, Bura László (szerk.) Meglátomás, Státus Kiadó, Csíkszereda, 2002, pp. 71–80.
- Biserică şi societate. Revista Română de Sociologie, 1999, 10, nr. 1-2, pp. 83–100. Társszerző: Szilágyi Györgyi
- National Minority Rights and Policies in Romania. In: John S. Micgiel (ed.) The Transformations of 1989–1999: Triumph or Tragedy ? New York, East Central European Center, Columbia University, 2000, pp. 39–52.
- Competing Cultures, Conflicting Identities: The Case of Transylvania. In: Christopher Lord, Olga Ilina (ed.), Parallel Cultures. Aldershot, Ashgate, 2001, pp. 125–146.
- Church and Society in Romania in the Period of Systemic Change. In: Irena Borowik and Miklos Tomka (eds.) Religion and Social Change in Central and Eastern Europe, Krakow, Nomos, 2001, pp. 57–80. Társszerző: Szilágyi Györgyi
- A családi szocializáció néhány aspektusa multikulturális környezetben. Vegyes házasságok Erdélyben. In: Dalminé Kiss Gabriella (szerk.) Multikulturalizmus és oktatás. Egyetemi Kiadó, Debrecen 2001, p. 113 pp. 23–32. Társszerző: Szilágyi Györgyi
- Improving Media Access for the Population with Disabled Hearing in Romania and Hungary In: Miklós Sükösd and Péter Bajomi-Lázár (eds.), Reinventing Media : Media Policy Reform in East-Central Europe. CEU Press, Budapest, 2003, pp. 239–258.
- Cirkev a stat v postkomunistickej Rumunsku In: Silvia Iozefciakova (ed.) Stat a cirkev v postsocialistickej Europe, Institute for the Study of State-Church Relations, Bratislava 2003, pp. 76–96 Társszerző: Szilágyi Györgyi
- Változó vallásosság. Vallási viszonyulásmódok és egyházi szerepvállalás szociológiai kutatások tükrében. Korunk, 7/2003, pp. 70–78 Társszerző: Szilágyi Györgyi
- Terület, népesség és kisebbségi identitás a transzilvanizmus ideológiájában Partiumi Egyetemi Szemle 2/2003, pp. 93–100
- Religion and National Identity in Post-Communist Romania Journal of Southern Europe & the Balkans, Volume 7, Number 1 / April, 2005, pp. 35–55. Társszerzők: Szilágyi Györgyi, Victor Roudometof
- Church, Identity, Politics: Ecclesiastical Functions and Expectations Toward Churches in Post-1989 Romania In:Victor Roudometof, Alexander Agadjanian, and Jerry Pankhurst (eds.) Eastern Orthodoxy in a Global Age: Tradition Faces the 21st Century. Alta Mira Press, 2005, pp. 109–143 Társszerző: Szilágyi Györgyi
- Religious education and cultural pluralism in Romania In: Gabriella Pusztai (ed.) Education and Church in Central- and Eastern-Europe at First Glance. CHERD, University of Debrecen, 2008. pp 153–167. Társszerző: Szilágyi Györgyi
- Identidad, libertad, ecumenismo: la Santa Sede y el panorama religioso de Rumanía (1919–2009). Revista General de Derecho Canónico y Derecho Eclesiástico del Estado, nr. 21, 2009.